# Pterodon
Pterodon Ltd. – czeska firma produkująca gry komputerowe, w roku 2006 dołączona do Illusion Softworks.

## Produkty
|    | nazwa         | rok wydania | platforma       | gatunek |
| -- | ------------- | ----------- | --------------- | ------- |
| 1. | Flying Heroes | 2000        | PC              | Akcja   |
| 2. | Vietcong      | 2003        | PC / Xbox / PS2 | FPS     |
| 3. | Vietcong 2    | 2005        | PC              | FPS     |
| 4. | Jarek Bee Gae | 2005        | PC              | FPS     |